# Pellenes moreanus
Pellenes moreanus es una especie de araña saltarina del género Pellenes, familia Salticidae. Fue descrita científicamente por Metzner en 1999.
Habita en Macedonia, Grecia y Turquía.